# Sea Shadow
Sea Shadow – doświadczalna jednostka pływająca opracowana przez United States Navy, Defense Advanced Research Projects Agency oraz firmę Lockheed Martin. Okręt zbudowano w technologii SWATH oraz stealth.
Program Sea Shadow rozpoczął się w połowie lat 80. XX w. Jego celem było opracowanie i przetestowanie wszystkich nowoczesnych technologii, które mogłyby zostać wykorzystane przy budowie superokrętów.
W latach 90. istnienie programu zostało podane do publicznej wiadomości. Wówczas rozpoczęły się próby morskie okrętu „Sea Shadow”, stacjonującego wówczas w bazie US Navy w San Diego.
W 2012 roku jednostka została przeznaczona na złom i sprzedana na aukcji za kwotę 2,5 mln dolarów.
Główne dane techniczne:
Producent: Lockheed Martin
Napęd: elektryczny, diesel
Prędkość: 10 węzłów
Długość: 50 metrów
Załoga: 10 osób
Port macierzysty: San Diego